# Mino Reitano

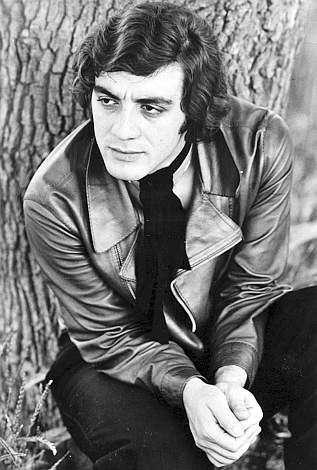
Mino Reitano

Beniamino „Mino“ Reitano (* 7. Dezember 1944 in Fiumara nahe Reggio Calabria; † 27. Januar 2009 in Agrate Brianza nahe Monza) war ein italienischer Cantautore und Schauspieler.

## Leben
Reitano, ein Kind armer Eltern, dessen Mutter im Alter von 27 Jahren bei seiner Geburt starb, studierte acht Jahre auf dem Konservatorium von Reggio Calabria, mit dem Schwerpunkt auf Klavier, Geige und Trompete. Anfänglich trat er zusammen mit seiner Schwester, dann mit seinen Brüdern Franco und Domenico als Fratelli Reitano (Reitano-Brüder) auf. Das Rock-’n’-Roll-Trio veröffentlichte 1961 die erste Single Tu sei la luce / Non sei un angelo. Im selben Jahr zog es die Brüder für eineinhalb Jahre nach Deutschland, wo sie auch im Hamburger Star-Club auftraten, unter anderem neben den Beatles. Unter seinem vollen Vornamen veröffentlichte Mino Reitano daneben auch einige Singles exklusiv für den deutschen Markt.
Zurück in Italien nahm Reitano am Festival von Castrocaro und schließlich am Sanremo-Festival 1967 teil, wo er zusammen mit The Hollies das von Lucio Battisti und Mogol geschriebene Lied Non prego per me präsentierte. Zunächst unbeachtet (das Lied gelangte nicht ins Finale), konnte Reitano 1968 seinen ersten großen Erfolg mit Avevo un cuore (che ti amava tanto) verbuchen, das in die Top 10 der italienischen Singlecharts vorstieß. Noch im selben Jahr konnte er den Erfolg mit Una chitarra, cento illusioni noch einmal überbieten. Beim Sanremo-Festival 1969 trat er an der Seite von Claudio Villa mit dem Lied Meglio una sera (piangere da solo) an, das allerdings erneut das Finale verpasste.
Mittlerweile war er so erfolgreich, dass er ein größeres Gehöft in Agrate Brianza bei Monza erwerben konnte, das er „Reitanopoli“ nannte und in dem er sich mit seiner gesamten Großfamilie niederließ. 1971 erreichte er mit Una ferita in fondo al cuore wieder die Top 10 und gewann mit Era il tempo delle more den Wettbewerb Un disco per l’estate. Außerdem nahm er achtmal in Folge am Wettbewerb Canzonissima teil. Er schrieb fast alle seine Lieder selbst, oft in Zusammenarbeit mit seinem Bruder Franco, und betätigte sich auch als Songwriter für andere Künstler (am bekanntesten ist das von Ornella Vanoni interpretierte Lied Una ragione di più von 1970; 1972 gewann sein Lied La sveglia birichina den Zecchino d’Oro).
Gelegentlich trat Reitano auch als Schauspieler in Erscheinung, so 1971 in Tara Pokì oder ein Jahr später im Thriller Fünf Rätsel zum Tod. Beim Sanremo-Festival 1974 erreichte er mit Innamorati das Finale, danach zog er sich für längere Zeit weitestgehend aus der Öffentlichkeit zurück. 1976 veröffentlichte er den Roman Oh Salvatore!. Mit dem von Umberto Balsamo geschriebenen Lied Italia feierte Reitano 1988 in Sanremo sein Comeback und erreichte den sechsten Platz im Wettbewerb (sowie als Koautor den ersten Platz in der Newcomer-Kategorie mit Canta con noi für die Gruppe Future). Weitere Festivalteilnahmen folgten 1990 (mit Vorrei), 1992 (mit Ma ti sei chiesto mai) sowie 2002 mit La mia canzone.
2007 wurde bei ihm Darmkrebs diagnostiziert. Nach zwei chirurgischen Eingriffen, der letzte im November 2008, verstarb er im Januar 2009 im Alter von 64 Jahren auf seinem Gehöft.

## Diskografie
Alben
- Mino canta Reitano (Ariston Records, AR 10031; 1969)
- L’uomo e la valigia (Durium, ms AI 77266; 1971)
- Ti amo tanto tanto (Durium, ms AI 77296; 1972)
- Partito per amore (Durium, ms AI 77322; 1973)
- Tutto Mino (Durium, ms AI 77338; 1974)
- Dedicato a Frank (Durium, ms AI 77361; 1975)
- Omaggio alla mia terra (Durium, ms AI 77376; 1976)
- Sogno d’amore (Durium, ms AI 77388; 1976)
- Ok mister (Mister, MRL 1001; 1980)
- Le più belle canzoni per bambini (Mister, SM 702; 1980)
- Omaggio a Napoli (Mister, MRL 1002; 1981)
- Isole d’amore (Five Record, FM 13542; 1985)
- I cantautori (Five Record, FM 13564; 1986)
- Questo uomo ti ama (Five Record; 1987)
- Vorrei (Fonit Cetra; 1990)
- Ma ti sei chiesto mai (Fonit Cetra, MFLP 020; 1992)
- Canne al vento (BMG; 1994)
- Il meglio – Dal vivo (DV More Record DV 2027; Live; 1996)

Kompilationen (Auswahl)

| Jahr | Titel        | Höchstplatzierung, Gesamtwochen, AuszeichnungChartsChartplatzierungen (Jahr, Titel, Platzierungen, Wochen, Auszeichnungen, Anmerkungen) | Anmerkungen   |
| Jahr | Titel        | IT | Anmerkungen   |
| ---- | ------------ | --- | ------------- |
| 2009 | Mino Reitano | IT60 (4 Wo.)IT | IT Why postum |

Singles (Auswahl)

| Jahr | Titel Album                              | Höchstplatzierung, Gesamtwochen, AuszeichnungChartsChartplatzierungen (Jahr, Titel, Album, Platzierungen, Wochen, Auszeichnungen, Anmerkungen) | Anmerkungen                                                     |
| Jahr | Titel Album                              | IT | Anmerkungen                                                     |
| ---- | ---------------------------------------- | --- | --------------------------------------------------------------- |
| 1968 | Avevo un cuore (che ti amava tanto)      | IT6 (13 Wo.)IT | Ariston Records, AR 0231, 1967 B-Seite: Liverpool addio         |
| 1968 | Una chitarra cento illusioni             | IT2 (18 Wo.)IT | Ariston Records, AR 0281 B-Seite: Per un uomo solo              |
| 1969 | Meglio una sera (piangere da solo)       | IT19 (1 Wo.)IT | Ariston Records, AR 0311 B-Seite: Non aver nessuno da aspettare |
| 1970 | Cento colpi alla tua porta               | IT22 (3 Wo.)IT | Ariston Records, AR 0355 B-Seite: Questa voce non è mia         |
| 1970 | La pura verità                           | IT23 (2 Wo.)IT | Durium, Ld A 7700 B-Seite: Bocca rossa                          |
| 1971 | Una ferita in fondo al cuore             | IT7 (8 Wo.)IT | Durium, Ld A 7710 B-Seite: La pura verità                       |
| 1971 | Era il tempo delle more                  | IT4 (16 Wo.)IT | Durium, Ld A 7720 B-Seite: Nella mia mente la tempesta          |
| 1971 | Apri le tue braccia e abbraccia il mondo | IT20 (5 Wo.)IT | Durium, Ld A 7740 B-Seite: Lasciala stare                       |
| 1972 | Ciao vita mia                            | IT14 (8 Wo.)IT | Durium, Ld A 7744 B-Seite: Il mio silenzio                      |
| 1972 | Stasera non si ride e non si balla       | IT24 (2 Wo.)IT | Durium, Ld A 7755 B-Seite: Un giorno importante                 |
| 1973 | Cuore pellegrino                         | IT21 (2 Wo.)IT | Durium, Ld A 7793 B-Seite: Cavaliere                            |
| 1973 | Tre parole al vento                      | IT23 (3 Wo.)IT | Durium, Ld A 7807 B-Seite: Io lavoro ogni giorno                |
| 1977 | Sogno                                    | IT24 (4 Wo.)IT | Durium, Ld A 7946, 1976 B-Seite: Tu, dolcemente                 |

## Filmografie
- 1971: Tara Pokì – Regie: Amasi Damiani
- 1973: Fünf Rätsel zum Tod (Una vita lunga un giorno) – Regie: Ferdinando Baldi
- 1976: Povero Cristo – Regie: Pier Carpi
- 1977: L’Italia in pigiama – Regie: Guido Guerrasio
- 1979: Lady Football – Regie: Italo Martinenghi
- 1996: Sono pazzo di Iris Blond – Regie: Carlo Verdone
- 1999: L’ultimo mundial – Regie: Antonella Ponziani und Tonino Zangardi

## Belege
1. ↑  Alben von Mino Reitano. In: Italiancharts.com. Hung Medien, abgerufen am 13. November 2017.
2. ↑  M&D-Chartarchiv. Musica e dischi, abgerufen am 13. November 2017 (italienisch, kostenpflichtiger Abonnement-Zugang).

| Personendaten    | Personendaten                             |
| ---------------- | ----------------------------------------- |
| NAME             | Reitano, Mino                             |
| ALTERNATIVNAMEN  | Reitano, Beniamino                        |
| KURZBESCHREIBUNG | italienischer Cantautore und Schauspieler |
| GEBURTSDATUM     | 7. Dezember 1944                          |
| GEBURTSORT       | Fiumara bei Reggio Calabria               |
| STERBEDATUM      | 27. Januar 2009                           |
| STERBEORT        | Agrate Brianza bei Monza                  |